# Академічне веслування на літніх Олімпійських іграх 1912
Змагання з академічного веслування на літніх Олімпійських іграх 1912 тривали з 17 до 19 липня в бухті Дюргордбруннсвікен. Розіграно 4 комплекти нагород, лише серед чоловіків.

## Медальний залік
| Дисципліна                                            | Золото | Срібло | Бронза |
| ----------------------------------------------------- | --- | --- | --- |
| Парні одиночки                                        | Валлі Кіннір (GBR) | Полідор Вейрман (BEL) | Еверард Батлер (CAN) Март Куузік (RU1) |
| Розпашні четвірки зі стерновим                        | Німеччина (GER) Альберт Арнгайтер Германн Вількер Рудольф Фікайзен Отто Фікайзен Карл Ляйстер                                                                  | Велика Британія (GBR) Джуліус Бересфорд Карл Вернон Чарлз Раут Брюс Лоґан Джеффрі Карр                                                                                   | Данія (DEN) Ерік Бісґорд Расмус Франдсен Мікаель Сімонсен Поул Тюманн Ейґіл Клемменсен Норвегія (NOR) Генрі Ларсен Матіас Торстенсен Теодор Клем Гокон Тенсаґер Ейнар Тенсаґер |
| Розпашні четвірки зі стерновим з внутрішніми кочетами | Данія (DEN) Ейлер Аллерт Крістіан Гансен Карл Меллер Карл Педерсен Пол Гартманн                                                                                | Швеція (SWE) Туре Русвалль вільям Брун-Меллер Конрад Брункман Герман Дальбек Лео Вількенс                                                                                | Норвегія (NOR) Клаус Геєр Рейдар Голтер Макс Герсет Фрітьйоф Олстад Олаф Бйорнстад                                                                                             |
| Вісімки                                               | Велика Британія (GBR) LeanderЕдґар Берджесс Сідні Сванн Леслі Вормалд Еварт Горсфолл Джеймс Ангус Гіллан Стенлі Ґартон Алістер Кербі Філіп Флемінґ Генрі Веллс | Велика Британія (GBR) New College, OxfordВільям Фісон Вільям Паркер Томас Ґіллеспі Б'юфорт Бердекін Фредерік Пітмен Артур Віґґінс Чарлз Літтлджон Роберт Борн Джон Вокер | Німеччина (GER) BerlinОтто Лібінґ Макс Бреске Макс Феттер Віллі Бартоломе Фріц Бартоломе Вернер Ден Рудольф Райхельт Ганс Маттіє Курт Рунґе                                    |

## Країни, що взяли участь
Змагалися 185(*) веслувальників з 14-ти країн:
- Австралоазія (10)
- Австрія (6)
- Бельгія (6)
- Богемія (1)
- Канада (10)
- Данія (15)
- Фінляндія (6)
- Франція (17)
- Німеччина (26)(*)
- Велика Британія (24)
- Угорщина (11)
- Норвегія (24)
- Росія (1)
- Швеція (28)

(*) Нотатка: враховано обох німецьких стернових у змаганнях розпашних четвірок зі стерновим.

## Таблиця медалей
| Місце               | Країна                | Золото | Срібло | Бронза | Загалом |
| ------------------- | --------------------- | ------ | ------ | ------ | ------- |
| 1                   | Велика Британія (GBR) | 2      | 2      | 0      | 4       |
| 2                   | Данія (DEN)           | 1      | 0      | 1      | 2       |
| 2                   | Німеччина (GER)       | 1      | 0      | 1      | 2       |
| 4                   | Бельгія (BEL)         | 0      | 1      | 0      | 1       |
| 4                   | Швеція (SWE)          | 0      | 1      | 0      | 1       |
| 6                   | Норвегія (NOR)        | 0      | 0      | 2      | 2       |
| 7                   | Канада (CAN)          | 0      | 0      | 1      | 1       |
| 7                   | Росія (RUS)           | 0      | 0      | 1      | 1       |
| Загалом (8 збірних) | Загалом (8 збірних)   | 4      | 4      | 6      | 14      |